# スティーヴン・ダーウォル
スティーヴン・ダーウォル（Stephen Darwall, 1946年 - ）は、現代の道徳哲学者。カント的・義務論的な主題についての仕事で最もよく知られている。
現在、イェール大学アンドリュー・ダウニー・オリック哲学教授。その前には、ミシガン大学哲学科でジョン・デューイ卓越名誉教授として20年教鞭をとっていた。初めて教壇に立ったのはノースカロライナ大学チャペルヒル校である。ピッツバーグ大学でカート・バイアーの指導のもと哲学の博士号を取得している。2001年より、アメリカ芸術・科学アカデミーのフェロー。また、デイヴィッド・ヴェルマンとともに学術誌『Philosophers' Imprint』を創刊し、共同編集者を務めている。

## 著作
倫理学の基礎論と学説史について幅広く業績がある。モノグラフには下記がある。
- Impartial Reason (1983)
- The British Moralists and the Internal 'Ought': 1640–1740 (1995)
- Welfare and Rational Care (2002)
- The Second-Person Standpoint: Morality, Respect, and Accountability (2006)
寺田俊郎、会澤久仁子訳『二人称的観点の倫理学――道徳・尊敬・責任』法政大学出版局、2017年

倫理学の教科書も執筆している。
- Philosophical Ethics (1997)